# Effet isotopique à l'équilibre

En physique et en chimie, un effet isotopique à l'équilibre est la modification d'une propriété à l'équilibre (potentiel thermodynamique, température d'une transition de phase, constante d'équilibre, etc.) résultant du remplacement d'un nucléide par un autre isotope du même élément chimique.
Tout comme l'effet isotopique cinétique, cet effet est d'autant plus important que la variation relative de la masse atomique est plus grande, et sensiblement proportionnel à cette variation (pour un même élément chimique). Il est donc particulièrement notable pour le remplacement du protium (1H) par le deutérium (2H ou D), moins pour celui du carbone 12 par le carbone 13, etc.

## Constantes d'équilibre
La constante d'équilibre d'une réaction chimique est modifiée par le remplacement d'un isotope par un autre dans l'un des réactifs, principalement parce que l'énergie vibrationnelle du point zéro des liaisons chimiques d'un atome diminue quand sa masse atomique augmente, et différemment d'un composé à l'autre. Comme pour tous les effets isotopiques, cette modification est particulièrement notable quand le protium (1H) est remplacé par le deutérium (2H ou D) ou, a fortiori, par le tritium (3H ou T).
Considérons par exemple une réaction du type RH + R' ⇌ R + R'H, où R et R' représentent des radicaux organiques tels que la liaison R'-H soit plus forte que la liaison  R-H. Si dans RH (donc aussi dans R'H) on remplace le protium par le deutérium, l'énergie vibrationnelle du point zéro diminue, mais davantage pour R'H que pour RH : R'D est plus stabilisé que RD et la constante d'équilibre de la réaction est augmentée. On peut le résumer par la règle « l'isotope le plus lourd favorise la liaison la plus forte ».
Des effets similaires se produisent en solution pour les constantes de dissociation acide (Ka) qui décrivent le transfert de H+ ou D+ d'un acide aqueux faible vers une molécule de solvant : HA + H2O = H3O+ + A− ou DA + D2O ⇌ D3O+ + A−. L'acide deutéré est étudié dans l'eau lourde, car s'il était dissous dans de l'eau ordinaire, le deutérium s'échangerait rapidement avec l'hydrogène dans le solvant.
L'espèce produit H3O+ (ou D3O+) est un acide plus fort que l'acide soluté, de sorte qu'il se dissocie plus facilement, et sa liaison H–O (ou D–O) est plus faible que la liaison H–A (ou D–A) de l'acide soluté. La diminution de l'énergie du point zéro due à la substitution isotopique est donc moins importante dans D3O+ que dans DA de sorte que KD < KH, et l'acide deutéré dans D2O est plus faible que l'acide non deutéré dans H2O. Dans de nombreux cas, la différence des constantes logarithmiques pKD – pKH est d'environ 0,6, de sorte que le pD correspondant à 50% de dissociation de l'acide deutéré est d'environ 0,6 unité supérieur au pH pour 50% de dissociation de l'acide non deutéré.
Pour des raisons similaires, l'auto-ionisation de l'eau lourde est inférieure à celle de l'eau ordinaire à une même température.